# Darline Radamaker
Darline Radamaker (* 16. April 1996 in Les Cayes) ist eine haitianische Fußballspielerin.

## Karriere

### Verein
Von 2013 bis 2017 spielte Radamaker für die Michigan Gators. 2018 wechselte sie Grand Valley State Lakers als Mittelfeldspieler.

### Nationalmannschaft
2015 wurde sie für die Haitianische Fußballnationalmannschaft der Frauen berufen. Aufgrund ihres geschickten Dribbelns trägt sie den Spitznamen „Haitian Marta“. Bisher absolvierte sie 2 Länderspiele.